# プトラジャヤ湖
プトラジャヤ湖 (Putrajaya Lake) は、マレーシアのプトラジャヤ市中央部に位置する湖。この650ヘクタールの人造湖は、都市の自然冷却システム、娯楽、釣り、ウォータースポーツ、交通のために設計された。
2004年9月26日、F1モーターボート選手権が最初にこの湖で開催された。（マレーシアでは3回開催されている）
2005年、プトラジャヤでは、アジア・カヌー選手権が開催された。
2014年5月17日から19日にかけて、レッドブル・エアレース・ワールドシリーズの第二戦が開催される予定である。

## 主な橋
- プトラ・ブリッジ
- スリ・グミラン・ブリッジ
- モノレール・サスペンション・ブリッジ - プトラジャヤ・モノレール（未成線）のために建設された未完成の鉄道橋。